# Svetovratjene
Svetovratjene (bulgariska: Световрачене) är ett distrikt i Bulgarien.   Det ligger i kommunen Stolitjna Obsjtina och regionen Sofija-grad, i den västra delen av landet, 10 km nordost om huvudstaden Sofia.
Trakten runt Svetovratjene består till största delen av jordbruksmark. Runt Svetovratjene är det tätbefolkat, med 849 invånare per kvadratkilometer.